# かき (小説)
『かき』（露：Устрицы）は、アントン・チェーホフの短編小説。1884年12月6日発行の雑誌『目覚まし時計』（露：Будильник）第48号において、「スケッチ」（露：Набросок）の副題付きで「А. チェホンテ」（露：А. Чехонте）のペンネームを用いて発表。
邦題は、漢字の『牡蠣』『牡蛎』（読みはいずれも「かき」）と表記される場合もある。

## あらすじ
（物語は、8歳と3か月の「ぼく」の視点で進行する。）
雨が降り出しそうな秋の夕暮れ、ぼくは父に連れられてモスクワの大通りに留まり続け、空腹で体調を崩して今にも倒れそうだった。父は五か月前に書記の仕事を求めて都を訪れ町中を回っていたが、今日、ついに物乞いになる決意をした。
ぼくたちが立っている真向いには三階建ての飲食店があり、明かりのともった窓を通して中の様子が見える。すると、店内の壁のはり紙に何かが書いてあることに気づく。よくよく目を凝らすと「かき」と記されていた。初めて見る言葉に興味を持ったぼくは父に「かきって何？」と尋ねるが父には聞こえていない。父は人波を見つめながら「お恵みを」の一言が言い出せずにいた。「かきって何？」とぼくがもう一度尋ねると、父は「海にいる生き物だ」と答える。次の瞬間、ぼくは想像を巡らせる。その生き物は魚とエビを合わせた姿で、それを使って様々なスープ料理が作られるはずだ。口の中でそれを飲み込むと、ぼくは嬉しさで膝が崩れ、父の外套にしがみつく。すると父は「生きたまま食べるんだ」と言い「亀のように固い二枚の殻に入っている」と続ける。それを聞いた途端、ぼくはぞっとした。殻の中にはカエルのような生き物がいて、大きな目をぎらつかせながら口を動かしているに違いない。そんなに気味悪いものなのに、ぼくは一匹、二匹と平らげていく。食べずにはいられなかったのだ。
「かきをちょうだい！」とぼくは両手を突き出す。そのとき父は「お恵みを」と声を絞り出している。「かきをちょうだい！」とぼくが父の外套の裾をつかみ叫んでいると、シルクハットをかぶった紳士二人が近づいてきて「お前がかきを食うのか？子供なのに！」と笑い声をあげ、食べっぷりを見たいと飲食店に連れ込まれる。興味津々の人だかりの中で、ぼくは、ぬるぬるして塩辛く、湿ったかび臭いものを口に入れる。ぎらつく目やハサミや鋭い歯を見ないように一心に食べ進めていると、固いものが歯に当たり、がりがりと音が鳴る。観衆からは「この子、殻まで食ってるぞ！」と笑いが起きる。
その後、ぼくは異様に喉が渇き、胸やけや口の中の妙な後味のせいでなかなか寝付けなかった。父は部屋の中をうろうろしながら手を動かす仕草をしている。そして、風邪か空腹のせいで頭が重いようだと呟く一方で、先程の紳士がかきの代金に十ルーブルを払うのを見ていながら金を貸してもらわなかったことを後悔している。
明け方にぼくはようやく眠りにつき、ハサミを持ったカエルが殻の中で目玉をぎょろつかせている夢を見る。昼頃に喉の渇きで目を覚ますと、父はまだ歩きながら手を動かしていた。

## 日本語訳書
- 広津和郎訳『チエホフ全集 2』（新潮社、1919年）
- 広津和郎ほか訳『世界短篇小説大系 露西亜篇上巻』（近代社、1925年）
- 前田晁訳『薬の利き過ぎ』（塙書房、1946年10月）
- 東郷正延ほか訳『ロシア・ソビエト文学全集 22』（平凡社、1964年）
- 中村白葉ほか訳『決定版ロシア文学全集 15』（日本ブック・クラブ、1971年）
- 松下裕訳『チェーホフ全集 1』（筑摩書房、1988年2月25日、ISBN 4480789014）
- 神西清、池田健太郎、原卓也訳『チェーホフ 短篇と手紙』（みすず書房、2002年1月7日、ISBN 9784622048237）
- 神西清訳『カシタンカ・ねむい 他七篇』（岩波文庫、2008年5月16日、ISBN 9784003262351）
- 浦雅春訳『馬のような名字 : チェーホフ傑作選』（河出文庫、2010年3月5日、ISBN 9784309463308）
- 沼野充義訳『新訳 チェーホフ短篇集』（集英社、2010年9月24日、ISBN 9784087734706）
- 神西清ほか訳『めそめそしてても、いいじゃない!?』（くもん出版、2016年1月14日、ISBN 9784774324135）